# Políkhni (ort i Grekland)
Políkhni är en ort i Grekland.   Den ligger i prefekturen Messenien och regionen Peloponnesos, i den södra delen av landet, 170 km sydväst om huvudstaden Aten. Políkhni ligger 178 meter över havet och antalet invånare är 156.
Terrängen runt Políkhni är huvudsakligen kuperad, men norrut är den bergig. Terrängen runt Políkhni sluttar söderut. Runt Políkhni är det ganska glesbefolkat, med 42 invånare per kvadratkilometer. Närmaste större samhälle är Andanía, 3,2 km öster om Políkhni. 